# Pleea
Genre
Classification APG III (2009)
Pleea est un genre de plantes de la famille des tofieldiacées.

## Liste d'espèces
Selon ITIS :
- Pleea tenuifolia Michx.